# Herbert von Reyl-Hanisch
Herbert von Reyl-Hanisch (28. července 1898, Vídeň – 11. června 1937, Bregenz) byl rakouský malíř. Jeho obrazy jsou barevné, čisté, často zobrazují přírodu a návrat k ní. Byl synem rakouského vojáka, vyrůstal v proto v Praze i Krakově. Žil jako nezávislý umělec. Zemřel ve 38 letech, měl zdravotní problémy a umřel na vykrvácení. Některé jeho obrazy jsou vystaveny ve vídeňské galerii Albertina.

## Galerie

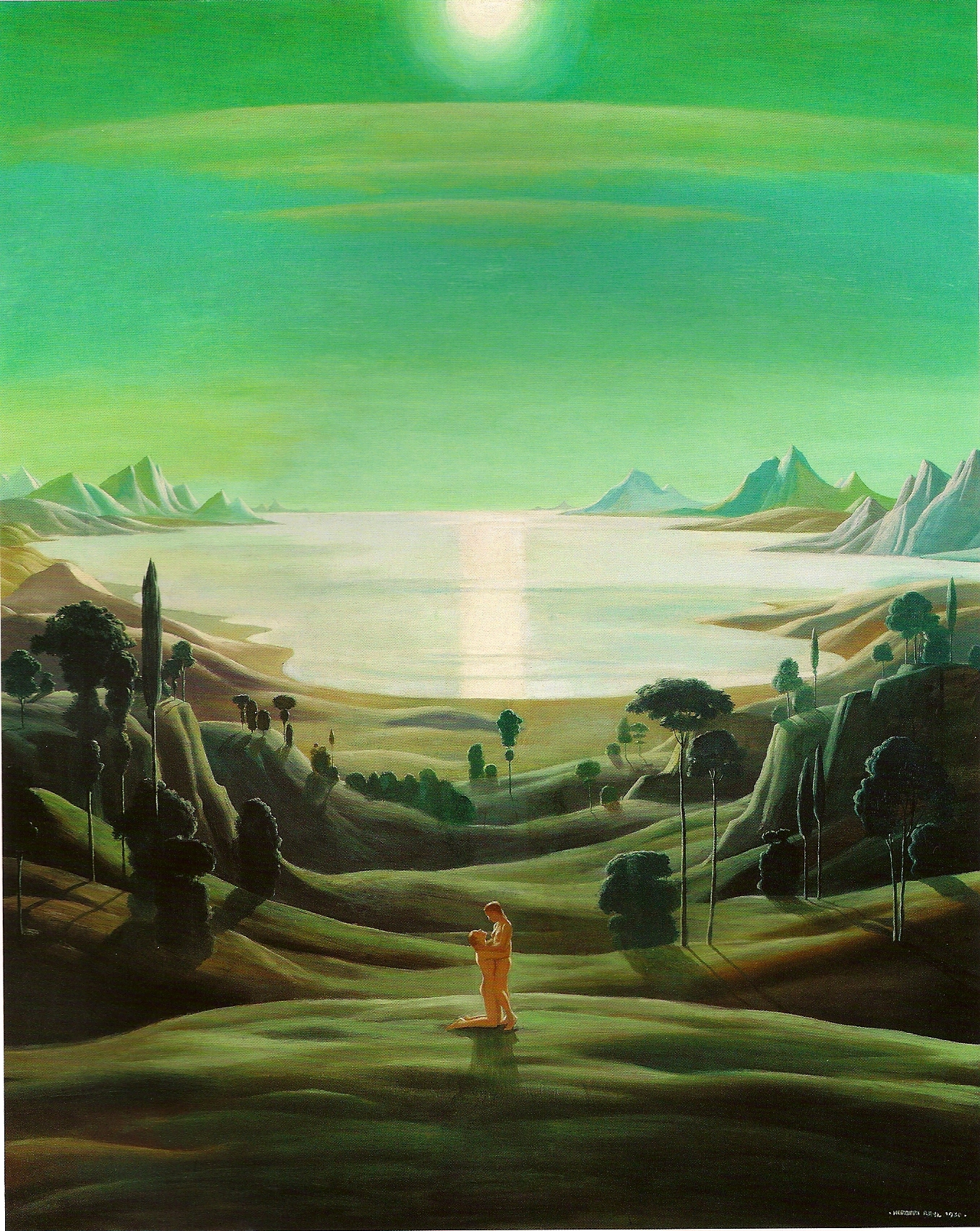
„Vtělení", 1930
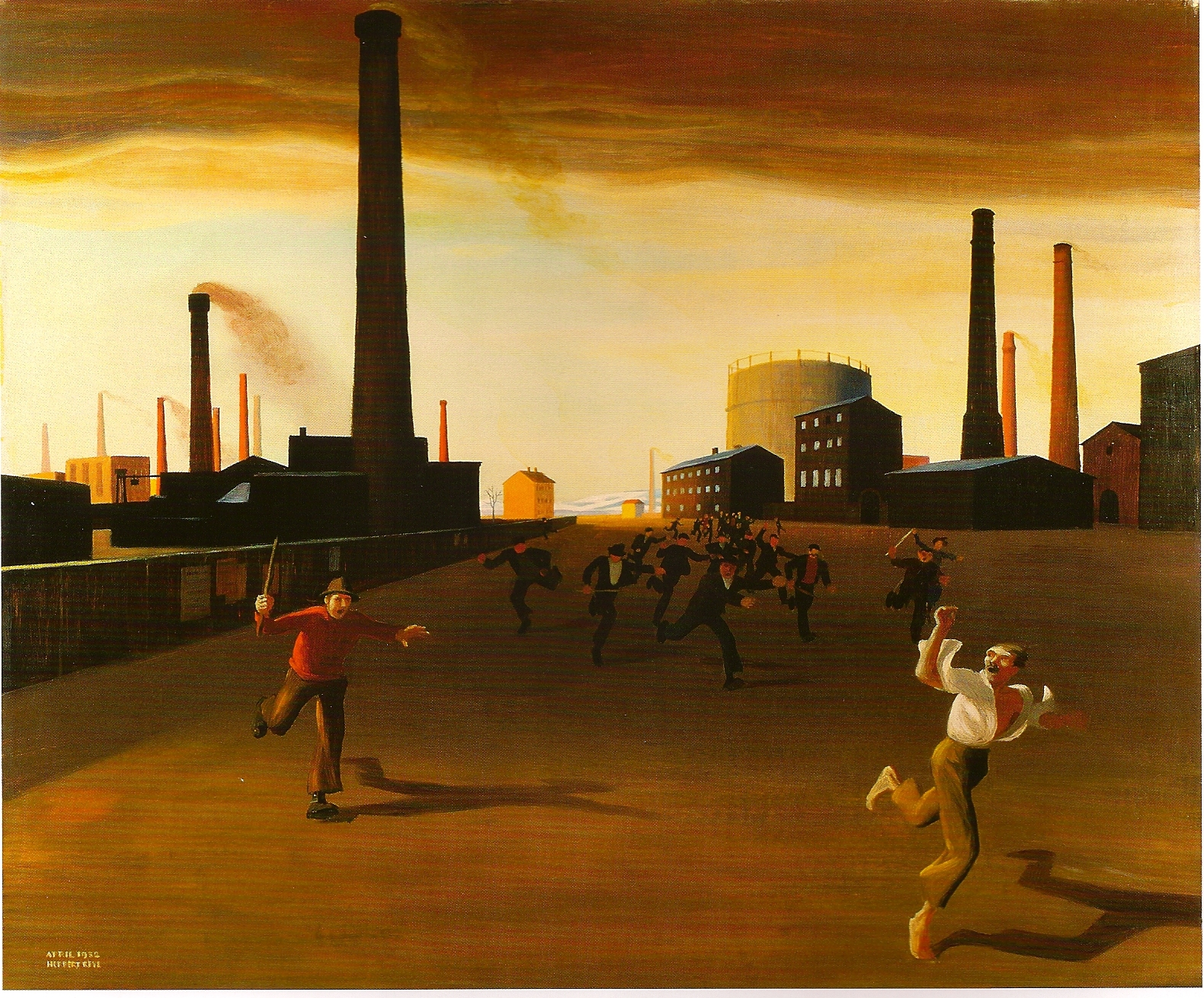
1932
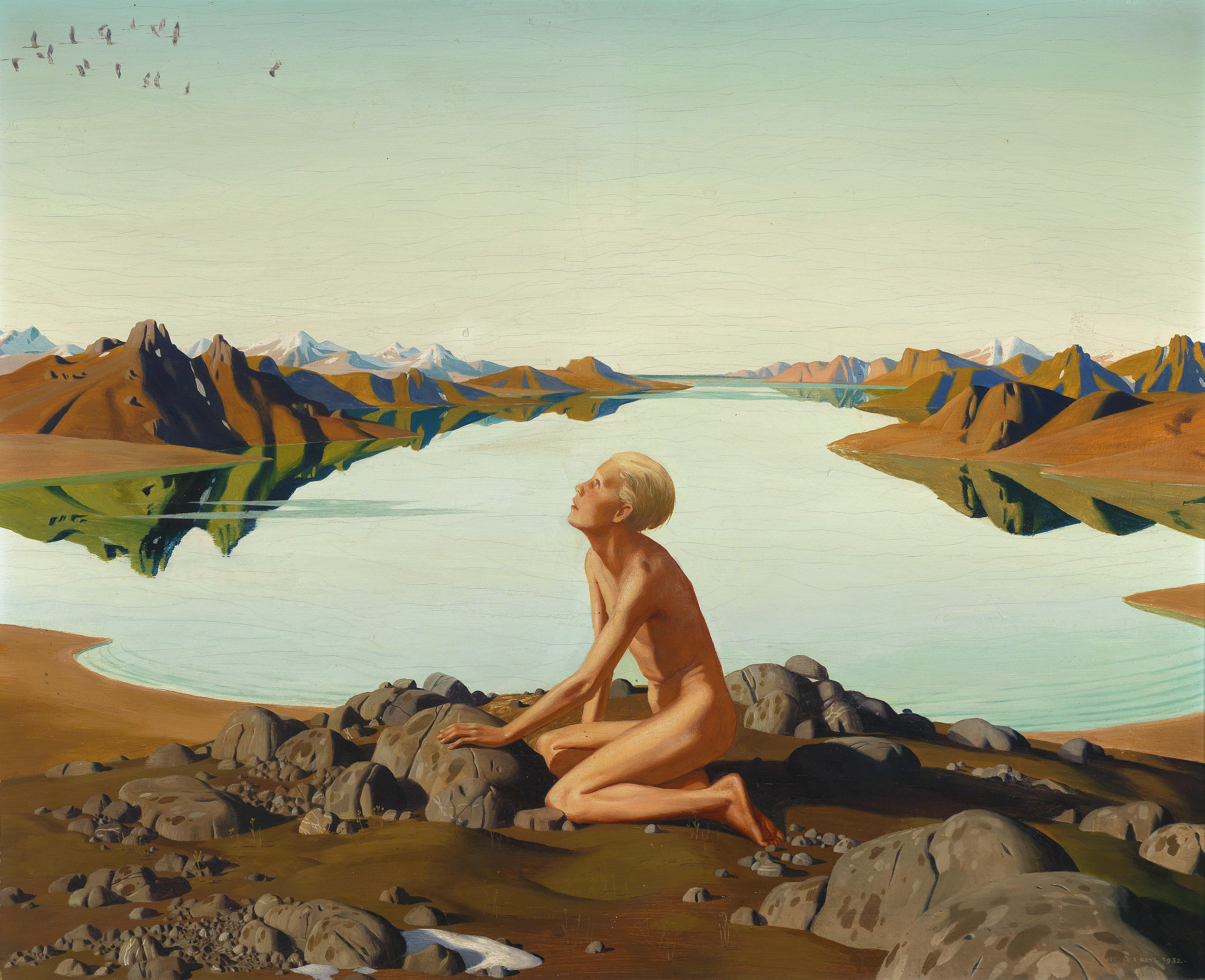
1932